# Only One Road
Pistes de The Colour of My Love
Think Twice Everybody's Talkin My Baby Down
Only One Road est une chanson de Céline Dion qui se retrouve sur l'album The Colour of My Love. Elle a été lancée comme quatrième extrait de cet album aux États-Unis le 21 novembre 1994, en Australie, au Royaume-Uni et en Irlande en février 1995 et dans le reste de l'Europe en mai 1995.
Le vidéoclip a été dirigé par Greg Masuak et a été lancé en janvier 1995.
Le single aura un succès modéré en Europe, en Australie et au Canada, se retrouvant dans le top 40 dans certains pays. Aux États-Unis, la chanson débute en 96e position et sera la semaine suivante en 93e position. Au Royaume-Uni, la chanson débute en 11e position en mai 1995 et sera la semaine suivante en 8e position. En Australie, la chanson débute en 57e position en février 1995 et sera, 10 semaines plus tard, en 23e position. La chanson sera au top 10 en Irlande et au top 40 aux Pays-Bas.
Céline Dion interprétera cette chanson pendant la tournée The Colour of My Love Tour.

## Charts mondiaux
| Pays                         | Meilleure Position |
| ---------------------------- | ------------------ |
| Australie                    | 23                 |
| Canada                       | 15                 |
| Belgique Flanders            | 17                 |
| Irlande                      | 8                  |
| Pays-Bas                     | 40                 |
| Espagne                      | 4                  |
| Royaume-Uni                  | 8                  |
| États-Unis Billboard Hot 100 | 93                 |